# NGC 4996
NGC 4996 is een balkspiraalstelsel in het sterrenbeeld Maagd. Het hemelobject werd op 28 maart 1864 ontdekt door de Duitse astronoom Albert Marth.

## Synoniemen
- UGC 8235
- MCG 0-34-9
- ZWG 16.11
- NPM1G +01.0370
- PGC 45629